# ناخن‌های تری
ناخن‌های تِـری (به انگلیسی: Terry's nails) وضعیتی است که در آن ناخن‌های دست یا پای شخص: ۶۵۹  سفید با ظاهر مشخصه «شیشه‌ای مات» و بدون هلال ته ناخن (ماهک ناخن) به نظر می‌رسد. این وضعیت احتمالاً به دلیل کاهش عروق و افزایش بافت همبند در بستر ناخن باشد؛ سایه تیره‌تر قسمت انتهایی ناخن با فشار محو می‌شود، که ناخن‌های تری را از ناخن‌های لینزی متمایز می‌کند. ناخن‌های تری اغلب در شرایط نارسایی کبد، سیروز، دیابت، نارسایی احتقانی قلب، پرکاری تیروئید یا سوءتغذیه رخ می‌دهد. ۸۰ درصد بیماران مبتلا به بیماری شدید کبدی، ناخن‌های تری دارند، اما این ناخن‌ها در افراد مبتلا به نارسایی کلیه و همچنین در بیماران مبتلا به نارسایی احتقانی قلب نیز دیده می‌شود و بیماران آن را به صورت یک قوس قهوه‌ای در نزدیکی انتهای ناخن‌ها توصیف می‌کنند. شناختِ الگوهای مشخصۀ ناخن همچون ناخن‌های تری، ممکن است نشانهٔ اولیهٔ مفیدی برای تشخیصِ زودهنگامِ بیماری‌هایِ سیستمیک باشد. این اصطلاح پزشکی نامش را از پزشک بریتانیایی «ریچارد تِـری» می‌گیرد که نخستین بار آن را در سال ۱۹۵۴ توصیف کرد.